# 송효정
송효정(1996년 ~)은 대한민국의 가수다. 2020년 싱글 《푸념(Untold)》으로 데뷔했다.

## 방송
- 포커스 : Folk Us (2020) - Top41(17위)

## 음반
- 푸념(Untold) (2020)
- 날 사랑한다고 말해요 (2020)
- 나비 (One way love) (2020)